# Iougorsk
Iougorsk (en russe : Югорск) est une ville russe située dans le district autonome des Khantys-Mansis–Iougra.. Sa population s'élevait à 35 833 habitants en 2014.

## Géographie
Iougorsk se trouve dans la plaine de Sibérie occidentale, à 5 km de la rivière Ess. Elle est située à 306 km à l'ouest de Khanty-Mansiïsk et à 1 605 km au nord-est de Moscou.

## Histoire

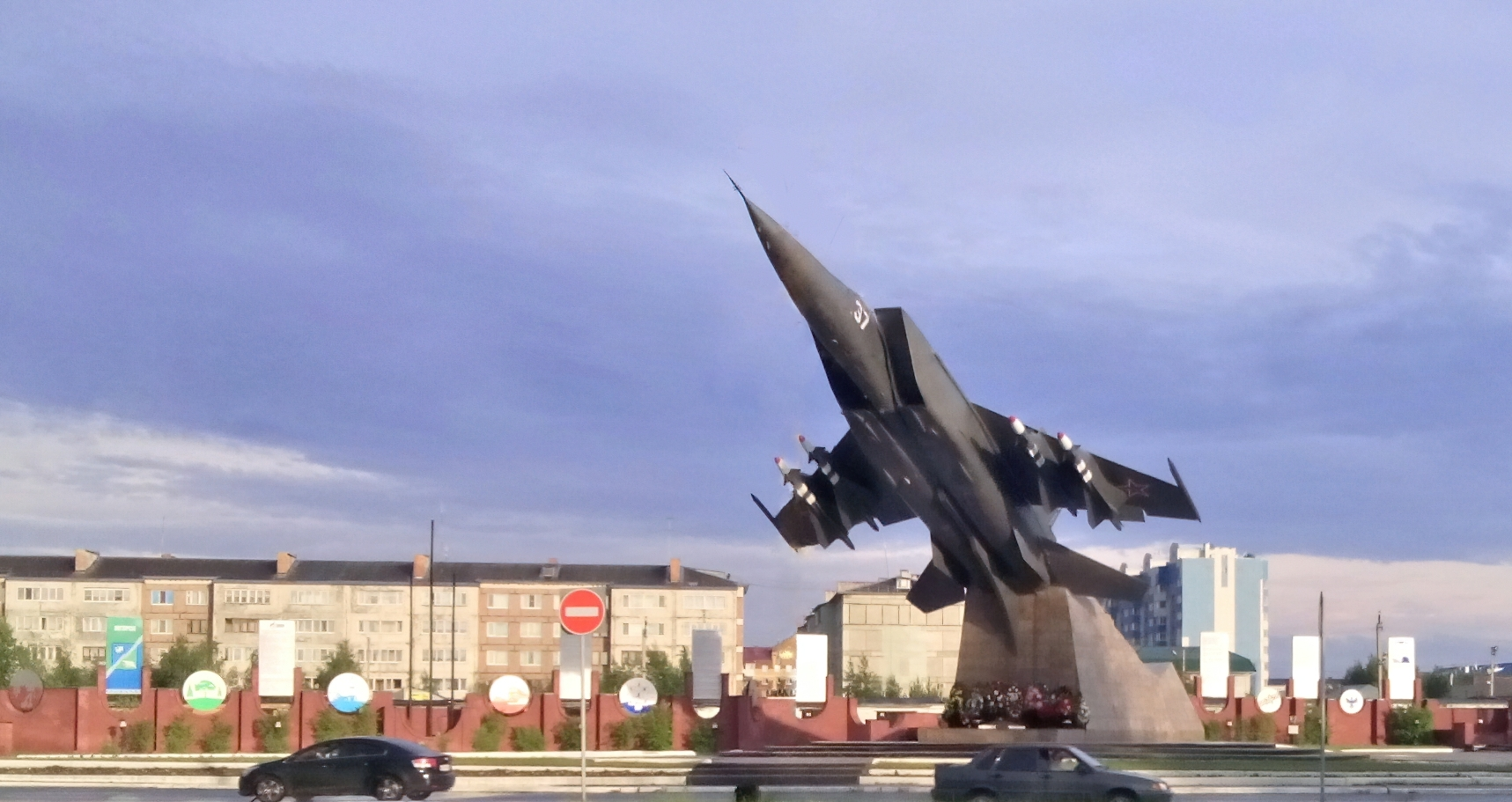
MiG-31.

L'origine de Iougorsk remonte à la création, en 1963, d'une première agglomération nommée Komsomolski, rendue nécessaire par le développement de l'industrie du bois et du gaz naturel. L'essor de la localité profita de l'exploration des champs gaziers de Sibérie occidentale et du développement de l'association de production Tioumentransgaz. En mars 1959, des unités des troupes des chemins de fer entreprirent la construction de la voie ferrée Ob – Ivdel. À la même époque, la taïga était explorée et les premiers centres d'exploitation du bois créés.
La ville fut rebaptisée Iougorsk en juillet 1992. Ce nom provient du nom de la terre "Iougra", ou "Iougoria" — le lieu où vivent les peuples Khanty et Mansi. La même année fut ouverte la grande cathédrale orthodoxe de Saint Serge Radonège, après la bénédiction du patriarche de Moscou Alexis II.
La base aérienne de Iougorsk Sovetski se trouve près de la ville.

## Population
Recensements (*) ou estimations de la population
| 1970* | 1979*  | 1989*  | 2002*  |
| ----- | ------ | ------ | ------ |
| 6 565 | 12 540 | 24 928 | 30 285 |

| 2010*  | 2012   | 2013   | 2014   |
| ------ | ------ | ------ | ------ |
| 34 067 | 34 969 | 35 294 | 35 833 |

## Économie
La principale entreprise de Iougorsk est : OAO Tioumentransgaz (ОАО "Тюменьтрансгаз"), spécialisée dans le transport du gaz naturel.